# 母恋吹雪
「母恋吹雪」（ははこいふぶき）は、1956年にリリースされた三橋美智也のシングル。

## 解説
全盛期の三橋の代表的な一曲であり、200万枚のヒット作品となった。B面は「江差恋しや」で、歌詞の中には「高島忍路」が登場。1988年には「江差恋しや」の姉妹編として「望郷江差」が発表され、歌謡生活35周年記念曲として発売された。 

## 収録曲
1. 母恋吹雪
  - 作詞:矢野亮／作曲:林伊佐緒
2. 江差恋しや
  - 作詞:高橋掬太郎／作曲:飯田三郎

## カバー
- 三門忠司（2010年、アルバム『三門忠司の世界』収録）
- 氷川きよし（2013年、アルバム『氷川きよし・演歌名曲コレクション18〜しぐれの港〜』収録）
- 福田こうへい（2016年、アルバム『憧 〜三橋美智也を唄う〜』収録）